# سيخوران بالا (سياهو)
سیخوران بالا (بالفارسية: سیخوران بالا) هي قرية تقع في إيران في قسم سياهو الريفي. يقدر عدد سكانها بـ 62 نسمة بحسب إحصاء 2016.